# Premier League Malti 1914-1915
Il campionato era formato da sei squadre e il Valletta United vinse il titolo dopo l'ultima partita decisiva contro il Sliema Wanderers grazie ad una vittoria per 5-0.

## Classifica finale
| Pos. | Squadra              | G | V | N | P | GF | GS | Punti |
| ---- | -------------------- | - | - | - | - | -- | -- | ----- |
| 1    | Valletta United      | 5 | 4 | 1 | 0 | 15 | 0  | 9     |
| 2    | Ħamrun Spartans F.C. | 5 | 3 | 1 | 1 | 11 | 1  | 7     |
| 3    | Sliema Wanderers     | 5 | 3 | 0 | 2 | 10 | 6  | 6     |
| 4    | Cottonera FC         | 5 | 2 | 1 | 2 | 7  | 2  | 5     |
| 5    | Msida Rangers        | 5 | 1 | 1 | 3 | 4  | 3  | 3     |
| 6    | Vittoriosa Rovers    | 5 | 0 | 0 | 5 | 0  | 35 | 0     |

## Verdetti finali
- Valletta United Campione di Malta 1914-1915